# Hérophile
Pour la sibylle, voir Hérophile (sibylle).
Hérophile de Chalcédoine (en grec ancien, Ἡρόφιλος ὁ Χαλκηδόνιος) né vers 335 av. J.-C. et mort vers 280 av. J.-C., est un médecin grec né à Chalcédoine en Asie Mineure (actuellement Kadiköy en Turquie). Avec Érasistrate, il fut parmi les premiers médecins à s'intéresser au corps en bonne santé et à essayer de comprendre le fonctionnement normal du corps, contrairement à la tradition hippocratique qui était entièrement axée sur le problème de la maladie. Cette nouvelle dimension épistémique de la médecine se fit par l'étude de l'anatomie, obtenue par la dissection du corps animal et humain.
Hérophile s'installa à Alexandrie qui était devenu un centre de recherche scientifique majeur de la civilisation hellénistique. Là, bénéficiant de l'ouverture d'esprit et du goût de l'innovation caractéristique de cette cité, il put librement pratiquer des autopsies et distinguer les veines des artères, les nerfs sensitifs des nerfs moteurs, analyser la nature du pouls et élucider la structure de nombreux autres organes.
On lui attribue neuf traités d'anatomie mais aucun n'a survécu à l'incendie de la Bibliothèque d'Alexandrie. Ses travaux ont été cités notamment par Rufus d'Éphèse, Soranos, Celse et Galien.
Durant l'Antiquité gréco-romaine, l'histoire de l'anatomie, commencée timidement avec Hippocrate, poursuivie plus amplement avec Aristote, connut avec Hérophile et l'école d'Alexandrie d'importantes innovations grâce aux recours à la dissection des corps humains. Cette période féconde se termine par la contribution majeure de Galien, « le dernier des grands médecins créateurs de l'Antiquité » (D. Gourevitch) dont les nombreux écrits jouiront d'une immense autorité durant le Moyen Âge.
L'édifice intellectuel imposant laissé par les Grecs se figea ensuite en un canon magistral qui réglementa strictement la pensée médicale pendant plus d'un millénaire. Il fallut l'audace d'anatomistes de la Renaissance, comme Vésale, qui à l'image d'Hérophile, sur la base d'une intense activité d'observation de corps humains disséqués, osa remettre en cause les grands maîtres à penser de l'Antiquité et poursuivre la marche en avant des découvertes. La résistance de l'orthodoxie aristotélico-galénique fut farouche et les efforts de plusieurs générations d'anatomistes furent nécessaires pour venir à bout de l'aveuglement des défenseurs de l'orthodoxie.
La médecine européenne abandonna la théorie des humeurs pour l'anatomie aux XVIIe et XVIIIe siècles, puis se transforma en anatomoclinique aux XIXe et XXe siècles. L'anatomie, jusque-là simple théorie des structures, ou théorie tissulaire, devint une science clinique véritable avec Xavier Bichat et René Laennec.

## Biographie

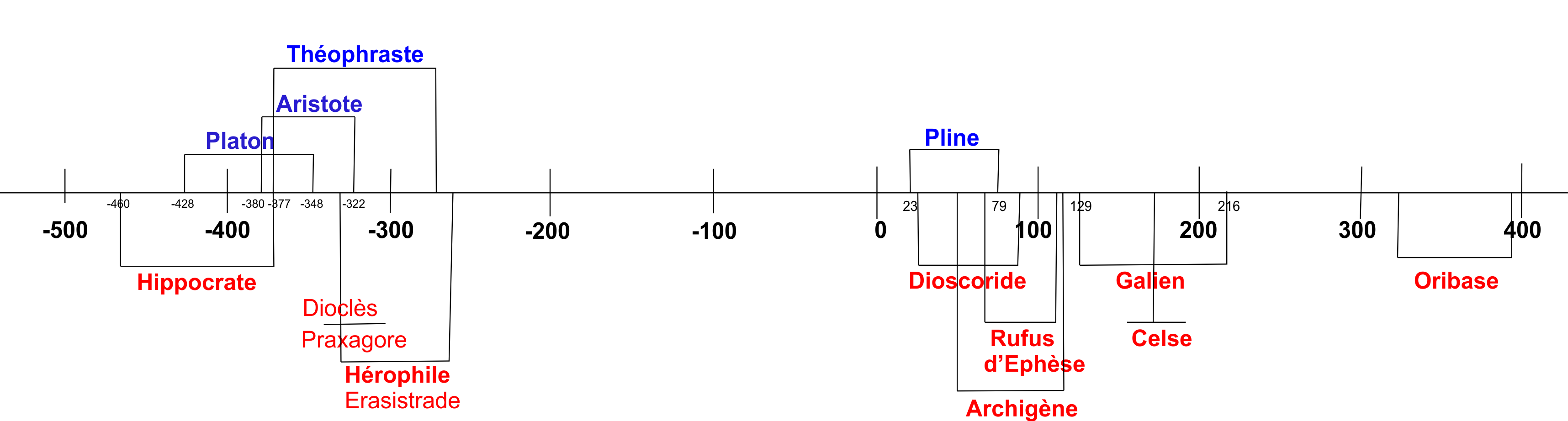
Chronologie

Hérophile est né à Chalcédoine, une cité grecque située à l'entrée orientale du Bosphore, face à Byzance (actuellement en Turquie), au IVe siècle. Ses dates de naissance et de mort ne sont toutefois pas connues avec certitude mais seulement inférées à partir des indices suivants :
– le fait que Praxagoras est le maître d'Hérophile ;
– la tradition doxographique, qui veut qu'Hérophile appartienne à la génération qui suit Praxagoras ;
– la réputation d'Hérophile comme médecin alexandrin ;
– la mention d'Érasistrate, Phylotimus et Diodore Cronos comme ses contemporains.
Sur ces bases, Hérophile serait né vers 330-320 av. J.-C. et mort vers 260-250 av. J.-C. (von Staden, 2007).
On ne sait pas non plus avec certitude où Hérophile a reçu sa formation médicale, mais on sait qu'il a eu pour maître Praxagoras de l'île de Cos, lieu célèbre pour son école hippocratique. Il a donc dû étudier auprès de son maître dans l'île de Cos, à moins que ce ne soit à Alexandrie.
Hérophile se fixa par la suite à Alexandrie où il pratiqua la médecine dans la première moitié du IIIe siècle av. J.-C. Il put y bénéficier de bonnes conditions matérielles, pour se livrer à la recherche, avec ses disciples. Il régnait à Alexandrie un élan généralisé en faveur de la recherche.
Hérophile écrivit des ouvrages sur l'anatomie, sur le pouls, la thérapeutique, le régime, et l'obstétrique. Il est possible qu'il soit aussi l'auteur d'un commentaire critique au Pronostic hippocratique. Ses œuvres ont été perdues, mais beaucoup ont été citées par Galien au deuxième siècle de notre ère.
À Alexandrie, il a pratiqué la dissection, souvent en public, afin de pouvoir expliquer ce qu'il faisait aux spectateurs. Les dissections de cadavres humains étaient interdites à l'époque dans la plupart des villes, à l'exception d'Alexandrie. L'encyclopédiste latin de la médecine, Aulus Cornelius Celsus, (dit Celse), dans De Medicina et un des premiers théologiens de l’église, Tertullien, ont rapporté qu'il avait pratiqué la vivisection sur « des criminels qu'ils firent sortir de leur prison et qu'ils avaient obtenus des rois » (Celse).
Hérophile a invité Érasistrate à devenir son élève. Ensemble, ils ont fondé à Alexandrie une école de médecine, l'école hérophiléenne, qui attirait des étudiants venus de tout le monde antique.
Après la mort d’Hérophile, les recherches anatomiques ont cessé progressivement jusqu'à ce que Mondino de' Liuzzi recommence à disséquer les cadavres humains, près de 1600 ans plus tard.

## Cadre historique

### Alexandrie, capitale scientifique

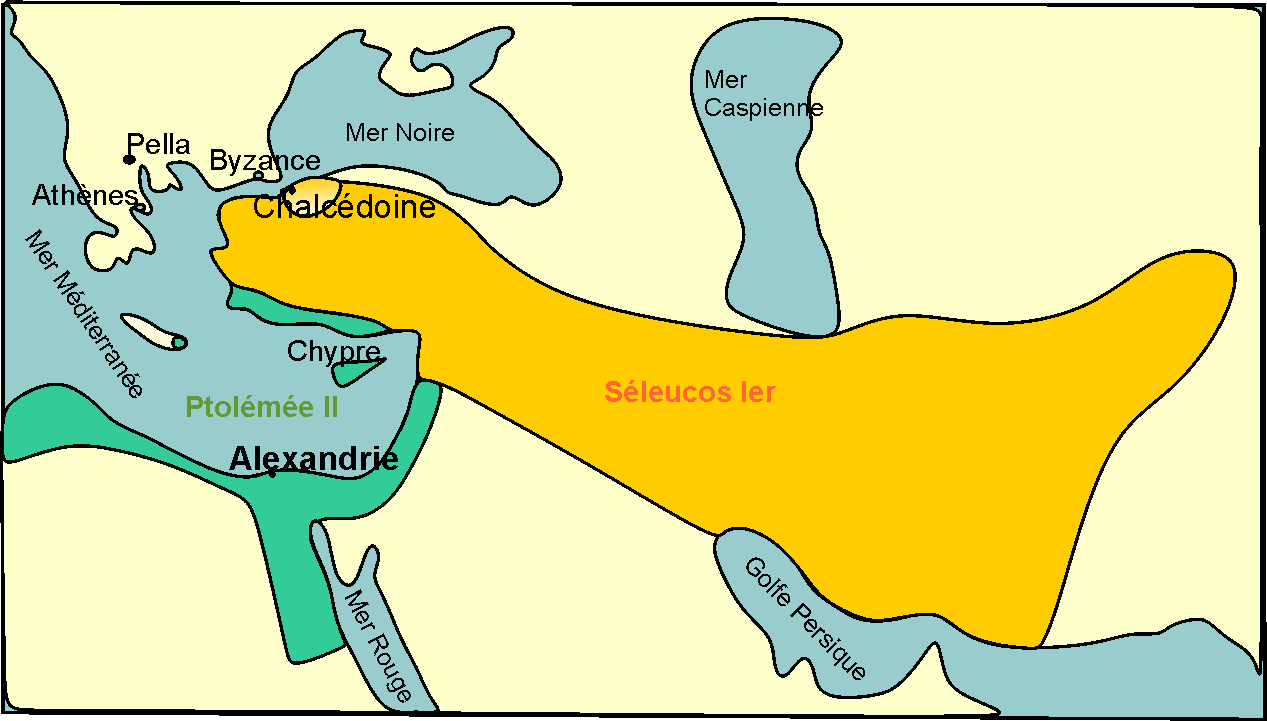
Le monde hellénistique en 281 av. J.-C.

À la suite de la mort d'Alexandre le Grand en 323 av. J.-C., la dislocation de l'Empire qui s'ensuivit s'accompagna de profondes secousses économiques et culturelles. Si Athènes restait la capitale philosophique du monde grec, le centre de l'activité scientifique se déplaça en Égypte. Un général d'Alexandre, Ptolémée Ier Sôter, devenu roi, attira à Alexandrie poètes, écrivains, philosophes et savants et réussit à faire de cette nouvelle ville un centre majeur de la civilisation hellénistique. Ainsi, vinrent l'illustre géomètre Euclide et Hérophile, le plus grand médecin de l'époque, qui y vécut du temps des deux premiers souverains de la dynastie des Lagides, Ptolémée Ier Sôter (305-283 av. J.-C.) et Ptolémée II Philadelphe (283-246 av. J.-C.).
Ptolémée Ier jeta les fondements de deux institutions majeures de la vie culturelle : le Mouseîon (Musée) et la Bibliothèque. Le Musée comprenait un péripatos (une promenade), un amphithéâtre et une grande salle pour les banquets. Les médecins y disposaient de salles de dissection et les astronomes d'observatoires astronomiques. Les pensionnaires du Musée percevaient une indemnité publique qui leur permettait de consacrer tout leur temps à l'étude et la recherche. Leur activité était plus scientifique et philologique que philosophique.
Dans ce lieu privilégié, Hérophile va créer la première véritable école de médecine. Jusque-là, les « écoles » de Cos ou de Cnide, n'étaient que des regroupements de type familial de quelques disciples, guidés par un maître. Ces cercles informels n'avaient rien à voir avec l'institution soutenue par l'État, que furent le Musée avec sa Bibliothèque, sous la protection des Ptolémées. Désormais, à Alexandrie, il y avait une médecine savante, produite par des maîtres prestigieux travaillant dans des institutions de recherche, et une médecine courante et populaire, pratiquée par une foule de praticiens obscurs.
Dans cette nouvelle ville grecque fondée à l'ouest du delta du Nil, Hérophile bénéficiera du climat exceptionnel de refondation intellectuelle qui y régnait et de la levée du puissant tabou touchant les cadavres humains. Il pourra pratiquer au grand jour la dissection systématique des corps humains et jeter les bases d'une anatomie plus exacte. L'école d'Hérophile s'y établira et y prospéra pendant plusieurs siècles.

### Les prédécesseurs d'Hérophile
Au IIIe siècle avant notre ère, Hérophile succède à deux géants de la pensée scientifique de la Grèce antique, Hippocrate (460-370 av. J.-C.) et Aristote (384-322 av. J.-C.).
- Hippocrate

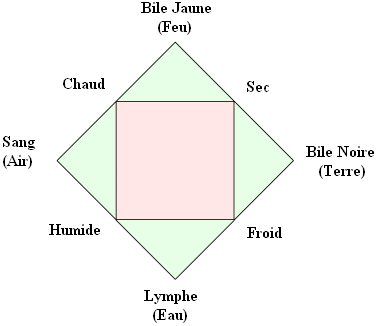
Théorie des humeurs :
les 4 humeurs correspondent
aux 4 éléments qui correspondent aux 4 tempéraments etc.

Dans la tradition hippocratique, le corps était perçu comme une « boîte noire », dans laquelle se déroulaient des processus physiopathologiques que les médecins essayaient de modéliser en se fondant uniquement sur la connaissance des matériaux qui y entraient (air inspiré, nourriture et boissons) et qui en sortaient (excréments, urines, sueur, sang s'écoulant des plaies, sécrétions nasales, vomissures). Dans le traité De la nature de l'homme du Corpus hippocratique, de l'observation minutieuse de l'aspect des diverses excrétions produites en diverses circonstances, les médecins infèrent l'existence de quatre humeurs (sang, bile jaune, bile noire et phlegme) circulant dans le corps. Les flux entrelacés de ces substances concrètes permettent d'expliquer par des causes naturelles chaque maladie, résultant d'un excès ou d'une insuffisance d'une d'entre elles. Il existe des conduits internes dans lesquels circulent sans distinction le sang, les fluides divers de l'organisme et l'air. Dans ce cadre épistémologique très restreint, s'est toutefois développée une pratique clinique relativement riche, fruit d'une observation attentive des malades et de connaissances thérapeutiques relativement efficaces en pharmacologie, chirurgie et diététique.
En ouvrant la « boîte noire » du corps pour en dévoiler le contenu, Hérophile va réviser la physiologie hippocratique des humeurs par des observations fondées sur des organes solides. L'examen de l'intérieur des corps va faire faire un bond en avant au savoir anatomophysiologique et va déplacer le périmètre du champ épistémique de la médecine.
- Aristote

Mais entre Hérophile et Hippocrate, se place cet immense événement intellectuel que fut l’œuvre d'Aristote qui déplaça aussi les cadres conceptuels de l'étude du corps humain. Avec Aristote, la nature possédait désormais une théorie générale des processus naturels (Physique), une doctrine des éléments (air, eau, terre, feu) et des qualités (chaud/froid, solide/fluide) en tant que composants primaires des corps inorganiques et organiques. La connaissance scientifique de la nature était désormais l'apanage incontestable du philosophe physicos. Le médecin se voyait réduit au rôle secondaire du praticien compétent dans une technè spécifique centrée sur la maladie.

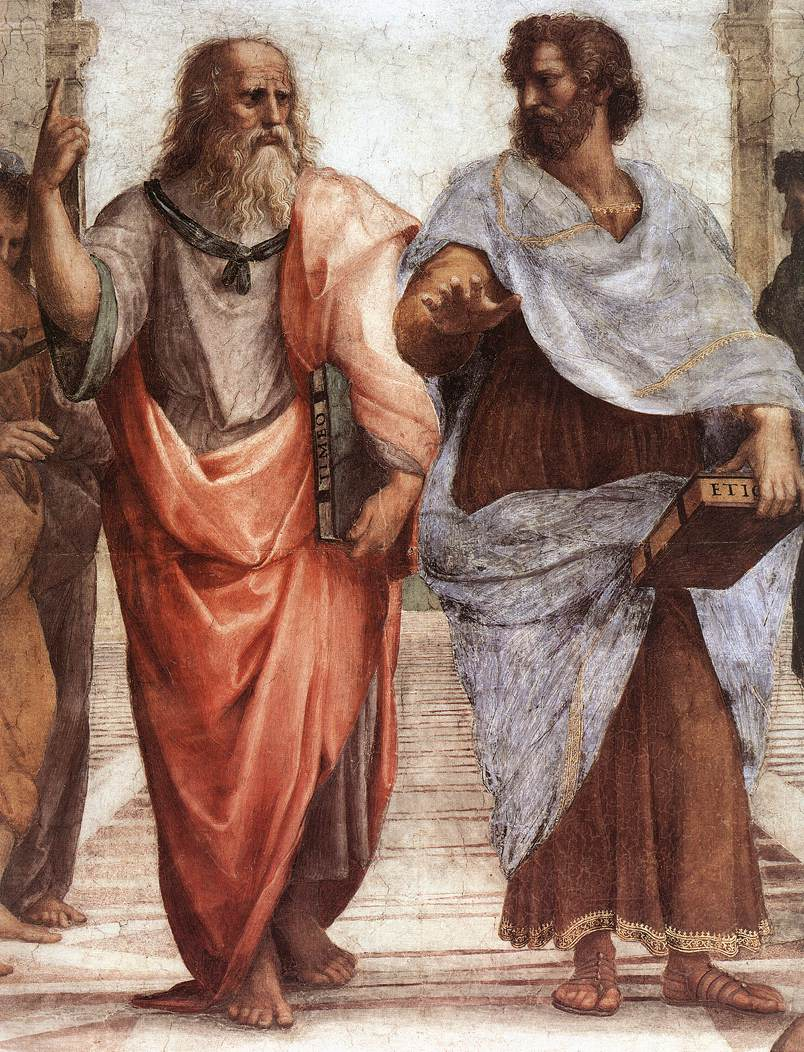
Platon (à gauche) pointe le doigt vers le ciel, symbole de sa croyance dans les Idées. Aristote (à droite) pointe la paume de sa main vers le sol, symbole de sa croyance dans l'observation empirique, (détail d'une fresque de Raphaël.)

L'apport d'Aristote ne se situera pas seulement sur le plan épistémologique mais concernera aussi la connaissance anatomique du corps. Aristote a vu pratiquer des dissections animales et en a lui-même pratiqué quelques-unes mais il n'enfreignit jamais le tabou d'ouvrir le corps humain. De l'observation de l'intérieur de la boîte noire (de l'animal mort), il tira un édifice imposant d'anatomophysiologie comparée qui allait devenir indispensable pour toute la médecine à venir. L'incontestable supériorité de ce savoir aristotélicien demandera une grande audace à ceux qui oseront défier le maître.
Les observations d'Aristote n'étaient pourtant pas exemptes d'erreurs, comme la non-distinction entre les veines et les artères, ou entre les tendons et les nerfs, ou plus grave, la liaison des organes des sens au cœur plutôt qu'au cerveau. Le cœur est conçu comme une source de chaleur et le centre de l'intelligence, de la raison et des sentiments. Les deux premières méprises furent facilement corrigées mais le rôle privilégié attribué au paradigme thermo-cardiologique, pilier de la physiologie aristotélicienne, allait poser des problèmes autrement complexes. Un autre concept difficile à remettre en cause fut celui de pneuma qui fut introduit pour expliquer les fonctions psychiques supérieures. La transmission des perceptions des organes des sens jusqu'au cœur se faisait par des « conduits pleins de pneuma inné » (Génération des animaux II, 3). De même, dans le sens inverse, le désir d'accomplir un mouvement est transmis aux muscles par le pneuma. Il sera d'autant plus difficile de se débarrasser de ce concept encombrant qu'il avait un pouvoir explicatif puissant et qu'il n'était pas observable. Hérophile buttera aussi sur cet obstacle épistémologique.
Praxagoras
Praxagoras, le maître d’Hérophile, introduisit le cardiocentrisme aristotélicien dans la citadelle de l'encéphalocentrisme hippocratique. Praxagoras sut le premier distinguer les veines des artères. Mais d'après lui, les veines contenaient du sang alors que les artères, comme le ventricule gauche du cœur duquel elles émanaient, contenaient du pneuma. Cette bizarrerie provenait pourtant de l'observation des cadavres disséqués chez lesquels le ventricule gauche et les artères sont presque vides de sang. Les artères et les nerfs étaient des conduits par lesquels le cœur envoyait du pneuma pour contrôler les mouvements musculaires.
Hérophile dut revoir et corriger de nombreux points de l'enseignement très complexe de son maître, comme le cardiocentrisme. Mais il accepta la pathologie humorale.

## Le savoir médical d'Hérophile

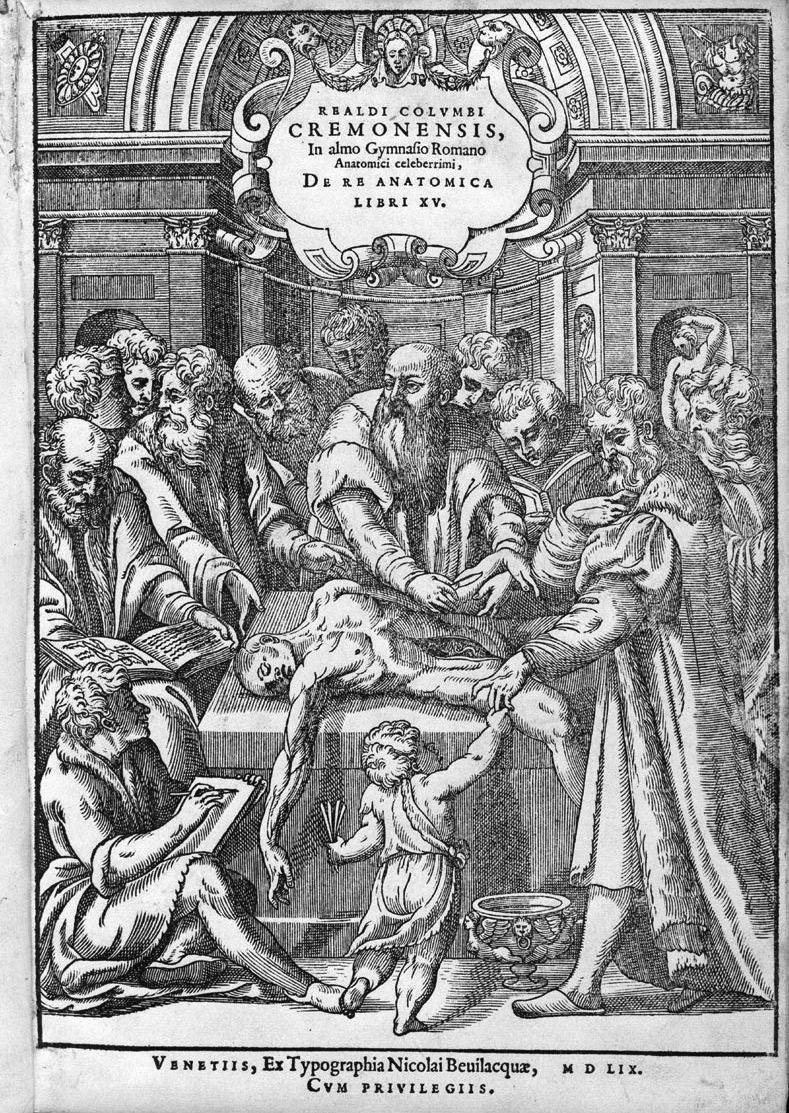
De Re Anatomica (1559).

Les travaux d'Hérophile apportèrent une série de progrès significatifs dans la connaissance anatomique de l'homme. L'innovation majeure consistait dans la description du corps en bonne santé, ignorée de la tradition hippocratique focalisée sur la maladie. Il se rapprochait en cela du modèle anatomophysiologique d'Aristote. En niant l'utilité pour la médecine de recourir à la théorie des éléments et cherchant à la fonder sur l'observation anatomique, Hérophile restait fidèle à la division aristotélicienne entre philosophie de la nature et médecine scientifique.
Les innovations majeures d'Hérophile dans le domaine de l'anatomie concernent :
- la distinction des veines et des artères, faites sur des critères d'épaisseur des parois : il fut le premier à observer que les parois des artères sont plus épaisses que celles des veines. Il vit que les veines étaient remplies de sang et les artères étaient vides sur le cadavre mais contenaient un peu de sang sur le vivant. Mais il continua à affirmer que les artères véhiculaient du sang mêlé à du souffle (pneuma). Il distingua aussi les artères des nerfs que son maître Praxagoras confondait.
- la distinction du pouls  et des palpitations[12]. Dans les écrits antérieurs (corpus hippocratique, Aegimus, Praxagoras), le terme désignant le pouls (sphygmos, σφύγμος) s'appliquait à des battements de même nature mais d'amplitude différente des palpitations, des tremblements ou des spasmes. La reconnaissance que le pouls est un phénomène physiologique normal différent de signes pathologiques comme les spasmes est due à Hérophile. D'après lui[n 2], « le pouls existe uniquement dans les artères et le cœur, alors que les palpitations, les spasmes et les tremblements surviennent dans les muscles et les nerfs ». Hérophile étudia la relation entre le pouls et les âges de la vie. Les écarts avec la norme à chaque étape de la vie fournissent les écarts pathologiques[13]. Il établit une classification compliquée basée sur la magnitude du pouls, sa rapidité, sa force et son rythme. Il fit une tentative de mesure du pouls en utilisant une clepsydre. (Marcellinus, De pulsibus).
- la morphologie du cerveau : il distingue soigneusement les deux hémisphère cérébraux et le cervelet. À l'arrière du tronc cérébral, il observe une cavité que l'on nomme maintenant quatrième ventricule. Sur le plancher de cette cavité, il repère un relief allongé où il localise le siège de l'âme. En revenant ainsi à la tradition hippocratique, il considère à nouveau que le cerveau est le centre de l'être. Il décrit les méninges et les grosses veines internes du crâne dont la réunion occipitale forme un confluent qui porte toujours le nom de « pressoir d'Hérophile ».
- l'identification du système nerveux, distingué pour la première fois clairement des tendons et des terminaisons artérielles. Il établit la distinction des nerfs sensitifs et moteurs. Le corps des nerfs moteurs étaient solides et transmettaient le mouvement directement sans l'intermédiaire de quelque fluide. En revanche, les nerfs sensitifs (comme le nerf optique) étaient des vaisseaux mous, creux et remplis de pneuma.
- la description des ovaires et des trompes de Fallope, qu'il dénomme respectivement « testicules » de femmes (didymoi) et conduits spermatiques. Il se plie à la tendance des auteurs de l'Antiquité à décrire les organes féminins par analogie avec les organes masculins. Néanmoins, ses descriptions des ovaires et des conduits, du col de l'utérus, des ligaments et des vaisseaux sanguins irriguant les organes reproducteurs, constituent un apport important à la connaissance anatomique[4]. Célèbre comme gynécologue, Hérophile enseigna l'obstétrique et eut parmi ses élèves Agnodice, la première femme accoucheuse de Grèce[14].
- l’œil : il a découvert les différentes parties et les quatre membranes de l'œil : la cornée, la rétine, l’iris et la choroïde.

Les profondes innovations qu'Hérophile apporta à la connaissance anatomique, furent en grande partie le résultat des nouvelles observations permises par l'ouverture sacrilège du corps humain. Soutint-il pour autant la position des « Empiriques » suivant laquelle il faut s'en tenir aux phénomènes observables et ne pas essayer d'atteindre les causes cachées inaccessibles ? Ou bien faut-il s'en tenir aux jugements de la tradition doxographique qui classait Hérophile parmi les « Rationalistes » qui attachaient une grande valeur heuristique à la recherche d'explications causales ? Après un examen attentif de tous les textes, Van Staden (p. 119-120) propose de considérer qu'Hérophile commence par une observation attentive des phénomènes sensibles, pour en chercher ensuite les causes. Il ne nie pas l'intérêt de chercher des explications causales mais il refuse d'en inventer à tout prix comme a tendance à le faire Aristote. Lorsque les causes lui échappent, il se contente d'avancer des explications causales hypothétiques.
La primauté accordée à l'observation anatomique mina les fondements du grand paradigme thermique, support du cardiocentrisme d'Aristote. Hérophile abandonna le postulat attribuant à la chaleur innée du cœur, le rôle de principe actif dans les processus naturels. Il attribua au système nerf-pneuma-cerveau les fonctions sensorielles qu'Aristote avait attribuées au système veines-sang-cœur. Son nouveau modèle est basé sur l'observation des nerfs, des artères et des veines. Le paradigme « trois vaisseaux/trois fluides » jouera dans la physiologie de l'école hérophilienne un rôle fondamental.
Cependant ces innovations majeures en anatomophysiologie n'eurent pas d'impacts sur la thérapeutique. Ce contraste surprenant, qui allait perdurer jusqu'à Galien, prend ses racines dans la contradiction existant depuis l'origine entre l'anatomophysiologie d'une part, en tant que théorie de l'état normal de l'organisme, et la clinique, en tant que connaissances des maladies, domaine où l'ancienne expérience de l'hippocratisme semblait toujours inégalable. Hérophile s'en tint aux fondements de la tradition hippocratique qui reposait sur le régime alimentaire et la gymnastique.
Il faudra attendre environ 2 000 ans pour que le défi posé par Hérophile soit véritablement relevé. Ce fut d'abord le médecin italien Morgagni qui au XVIIIe siècle établit les bases de la compréhension de la maladie par l'étude du substrat anatomique. Puis vinrent les deux grandes figures de l'anatomoclinique du XIXe siècle, Xavier Bichat et René Laennec, qui élaborèrent une ontologie des structures tissulaires et transformèrent l'anatomie, jusque là simple étude des structures en une science clinique effective.

## La réception difficile de l’œuvre d'Hérophile
La force de la pensée scientifique grecque fut d'associer raison et observation, et de se défaire des explications magiques en proposant des constructions abstraites naturalistes. Les chercheurs répondaient au besoin de comprendre les phénomènes naturels en avançant des modèles explicatifs soutenus par des observations. Le risque a toujours été que les beaux édifices rationnels explicatifs se figent en dogmes indépassables. En Grèce, la raison ne stérilisa pas l'observation, car le débat était toujours ouvert, les écoles rationaliste et empirique s'affrontaient dans des argumentations acharnées. Les innovations tant théoriques qu'issues de l'observation se sont toujours poursuivies durant la lignée des penseurs de la médecine, partant d'Hippocrate, passant par Aristote, Hérophile, et allant jusqu'à Galien.
L'édifice intellectuel imposant laissé par les Grecs stérilisa ensuite la pensée pendant un millénaire et demi. Il fallut l'audace d'anatomistes de la Renaissance, comme Vésale, qui sur la base d'une intense observation de corps humains disséqués, osa remettre en cause les grands maîtres à penser de l'Antiquité.

### La médecine alexandrine
À Alexandrie, Érasistrate participa avec Hérophile au mouvement de renouveau épistémologique de la médecine qu'ils essayèrent ensemble de fonder sur l'observation anatomique. Érasistrate réussit à inclure dans son système la dimension clinique de la médecine bien mieux qu'Hérophile ne l'avait fait. Mais il dut toutefois recourir à des entités théoriques comme le pneuma, la triplokia (artères, veines et nerfs) ou les synastomoses (communications veines-artères) sans base empirique.
Après Hérophile, la médecine alexandrine amorce un virage conservateur marqué par un retour à la tradition hippocratique. Ce mouvement se caractérise par deux phénomènes : l'abandon des études anatomiques et le retour aux commentaires des textes hippocratiques.
Parmi les disciples d'Hérophile, Philinos de Cos et Bacchios de Tanagra jouèrent un rôle particulier. Philinos de Cos prit ses distances avec l'école hérophilienne et inaugura une nouvelle approche de la médecine. Il fonda la secte (école) empirique et attaqua le fidèle Bacchios. Il négligea les aspects les plus novateurs d'Hérophile pour ne retenir que l'ancienne pathologie humorale. Sérapion d'Alexandrie, son successeur à la tête des empiriques, écrit un livre Contre les sectes qui s'en prend aussi bien aux hérophilliens qu'aux autres tendances. Selon Sextus Empiricus, les Empiriques affirment le caractère incompréhensible de ce qui est inaccessible aux sens et affirment que la médecine doit se borner à accumuler du savoir obtenu par des observations fortuites.
Au sein même de l'école s'amorça, avec Bacchios, un processus intellectuel qui allait se poursuivre pendant des siècles. L’exégèse des textes anciens prit le pas sur l'exploration de l'univers mystérieux caché à l'intérieur du corps humain. Il restait pourtant encore de nombreuses structures inconnues à découvrir, comme les poumons, l'estomac, la rate, le pancréas, les reins etc. À l'exploration de nouveaux continents, on préféra l'exégèse, la philologie et l'étude lexicographique des textes anciens. Cette attitude de pieuse révérence envers les textes anciens bloqua pendant des siècles l'avancée des connaissances.
Les médecins se concentrèrent sur l'art de guérir et plus particulièrement sur le pronostic sphygmologique (par prise du pouls), la thérapie pharmacologique et la technique chirurgicale.
La fin de la « nouvelle frontière intellectuelle » alexandrine se produisit au milieu du IIe siècle av. J.-C. avec la crise de la monarchie ptolémaïque et l'expulsion des intellectuels d'Alexandrie par Ptolémée III Évergète.

### Galien
La dernière grande figure créatrice de l'Antiquité médicale fut le médecin grec Galien, né à Pergame vers 129 et mort vers 200-216. Il fonda son anatomie sur les découvertes antérieures et sur l'observation directe de dissections animales. Ses plus grandes découvertes concernent les os, les muscles et les tendons, les nerfs. Il fait admettre définitivement la présence constante de sang dans les artères mais il invente un passage fantaisiste à travers la paroi interventriculaire. Et il faudra 14 siècles pour corriger cette erreur en Europe. Pour lui, le ventricule gauche est une sorte de chaudière produisant par le mélange du sang et du pneuma, une chaleur innée. Celle-ci est ensuite envoyée dans l'organisme par les artères.

### Vésale

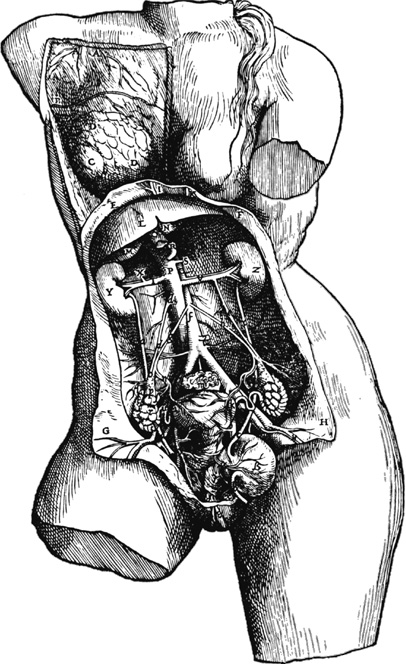
Fabrica : première représentation des ovaires.

Durant le Moyen Âge, l'art médical évolua lentement et sut parfois profiter de quelques observations judicieuses. Peu de textes de Galien étaient accessibles mais les interprétations faites par les médecins arabes étaient connues.
Au XVIe siècle, certains enseignants commencent à s'insurger contre la pesante tradition aristotélicienne. L'un d'entre eux, le philosophe Pierre de La Ramée, proclame qu'en « un siècle, [on a] vu plus grand progrès chez les hommes de science que nos ancêtres ne l'ont vu dans tout le cours des quatorze siècles précédents ».
Après la longue période de stagnation des connaissances qui suivit l’œuvre de Galien, les premières percées de la description anatomique se font à l'université de Padoue (nord de Venise) qui s'était déjà fait remarquer par son esprit frondeur et sa contestation de l'orthodoxie aristotélicienne. Le médecin brabançon André Vésale, peut s'y livrer librement à une intense activité de dissection de corps humains. En 1542, il publie De humani corpori fabrica libri septem, un ouvrage décrivant dans le détail chaque partie du corps et comportant plus de 300 illustrations, la plupart probablement réalisées par des peintres professionnels de l'école du Titien. Sur plus de 200 points, il s'écarte de l'orthodoxie galénique, ce qui va déclencher la fureur des gardiens de la tradition, comme celle de son ancien maître Sylvius de Paris. Sa contribution à l'anatomie du cerveau, du foie, des voies biliaires est fondamentale.
Mais Vésale reste aussi prisonnier d'idées préconçues sur le mouvement du sang et ne voit pas ou ne comprend pas ou peut-être n'ose pas dire ce qu'il a sous les yeux. Il reste aussi fidèle à la doctrine galénique des humeurs et continue d'attribuer au cerveau la sécrétion du phlegme.
Les successeurs de Vésale, Gabriel Fallope, Eustache, Realdo Colombo, et Andrea Cesalpino continuèrent de découvrir de nouvelles structures anatomiques et de rectifier au passage beaucoup d'erreurs anciennes. Les arguments remettant en cause le cardiocentrisme d'Aristote et la théorie du pneuma de Galien s'accumulaient de plus en plus mais les tenants de l'orthodoxie n'entendaient rien lâcher.

### Le dépassement du savoir médical aristotélico-galénique
La découverte de la circulation du sang par William Harvey en 1623 va heurter de plein fouet le savoir aristotélicien et surtout le galénisme figé depuis 1 300 ans.
Au XVIIIe siècle, le médecin italien Morgagni établit les bases de la compréhension de la maladie par l'étude du substrat anatomique. Dans la France post-révolutionnaire, Bichat étudie, à travers l'autopsie et l'expérimentation physiologique, le rôle des tissus comme unités anatomiques fondamentales pour l'explication des propriétés physiologiques et des modifications pathologiques de l'organisme. Il effectue le pas ultime d'émancipation de l'humorisme en plaçant le siège des maladies non plus dans les humeurs ou dans les organes mais dans les tissus. À l'aube du XIXe siècle, la médecine moderne avait fini par assimiler le meilleur de la médecine gréco-latine et par dépasser tous les obstacles épistémologiques qu'elle avait dressés.
Finalement, on peut se demander si l'obstination des défenseurs de l'orthodoxie aristotélo-galénique à défendre le superbe édifice intellectuel légué par les Grecs, n'obligea pas les scientifiques à développer une méthode expérimentale hypothético-déductive s'imposant à tous. On pourrait avoir là une piste pour comprendre pourquoi la science moderne est née en Europe et non pas en Chine ou en Inde.